# Haworthia lockwoodii
Haworthia lockwoodii är en grästrädsväxtart som beskrevs av Eily Edith Agnes Archibald. Haworthia lockwoodii ingår i släktet Haworthia och familjen grästrädsväxter. Inga underarter finns listade i Catalogue of Life.